# Anarthria
Genre
Anarthria est un genre de plantes de la famille des Anarthriaceae.

## Liste d'espèces
Selon Catalogue of Life (19 décembre 2017) :
- Anarthria gracilis R.Br.
- Anarthria humilis Nees
- Anarthria laevis R.Br.
- Anarthria polyphylla Nees
- Anarthria prolifera R.Br.
- Anarthria scabra R.Br.

Selon NCBI (19 décembre 2017) :
- Anarthria gracilis
- Anarthria humilis
- Anarthria laevis
- Anarthria polyphylla
- Anarthria prolifera
- Anarthria scabra

Selon The Plant List (19 décembre 2017) :
- Anarthria gracilis R.Br.
- Anarthria humilis Nees
- Anarthria laevis R.Br.
- Anarthria polyphylla Nees
- Anarthria prolifera R.Br.
- Anarthria scabra R.Br.

Selon Tropicos (19 décembre 2017) (Attention liste brute contenant possiblement des synonymes) :
- Anarthria calovaginata Gilg
- Anarthria canaliculata Nees
- Anarthria gracilis Nees ex Benth.
- Anarthria grandiflora Nees
- Anarthria humilis Nees
- Anarthria laevis R. Br.
- Anarthria pauciflora R. Br.
- Anarthria polyphylla Nees
- Anarthria prolifera R. Br.
- Anarthria scabra R. Br.